# Tusmørkets kammerater
Tusmørkets kammerater (fransk Compagnons du crépuscule) er en tegneserie af François Bourgeon. Historien om Mariotte, Anicet og ridderen foregår under hundredeårskrigen i Frankrig.

Den unge Mariotte er kløgtig, men også en outsider, der anses for at være heks. Den ansigtsløse ridder er en ulv, en magtfuld beskytter i farlige tider, men også hensynsløs. De havde fortjent en trofast rejsekammerat, men tjeneren Anicet er en upålidelig kryster …
I Danmark blev bind 1 udgivet af Borgen 1984 og bind 1-3 af Bogfabrikken 1986-1990. Sommeren 2023 bliver hele serien genudgivet i et samlebind fra Cobolt.

## Oversigt
| Tusmørkets kammerater – oversigt |                                       |                              |                                      |             |                       |                                                                   |                |
| Nr.                              | Fransksproget originaludgave          | Fransksproget originaludgave | Fransksproget originaludgave         | Antal sider | Danske udgaver        | Danske udgaver                                                    | Danske udgaver |
| Nr.                              | Serieblad                             | Album                        | Titel                                | Antal sider | Album                 | Den samlede udgave                                                |                |
| 1                                | 1983-02 – 1983-05                     | 1984                         | Le sortilège du bois des brumes      | 46          | Trolddom i Tågeskoven | Tusmørkets kammerater – den samlede udgave ISBN 978-87-7085-990-5 |                |
| 2                                | 1985-10 – 1986-01                     | 1986                         | Les Yeux d'étain de la ville glauque | 46          | Den søgrønne stad     | Tusmørkets kammerater – den samlede udgave ISBN 978-87-7085-990-5 |                |
| 3                                | 1988-02 – 1988-03 & 1989-10 – 1990-01 | 1990                         | Le dernier chant des Malaterre       | 126         | Af jern og blod       | Tusmørkets kammerater – den samlede udgave ISBN 978-87-7085-990-5 |                |